# Konica Cup
Der Konica Cup war eine internationale Meisterschaft im Badminton in Singapur. Im Februar 1987 wurde er erstmals ausgetragen und als Konica Cup – The Invitational Asian Badminton Championships bezeichnet. Zwei weitere Austragungen folgten bis 1989, ehe er von 1990 bis 1998 in Kombination mit den Singapur Open ausgetragen wurde.

## Die Sieger
| Jahr | Herreneinzel  | Dameneinzel      | Herrendoppel                  | Damendoppel                     | Mixed                            |
| ---- | ------------- | ---------------- | ----------------------------- | ------------------------------- | -------------------------------- |
| 1987 | Misbun Sidek  | Elizabeth Latief | Liem Swie King Bobby Ertanto  | Hwang Hye-young Chung Myung-hee | nicht ausgetragen                |
| 1988 | Yang Yang     | Li Lingwei       | Shinji Matsuura Shuji Matsuno | Shi Wen Zhou Lei                | nicht ausgetragen                |
| 1989 | Zhao Jianhua  | Han Aiping       | Razif Sidek Jalani Sidek      | Lin Ying Guan Weizhen           | nicht ausgetragen                |
| 1997 | Heryanto Arbi | Mia Audina       | Candra Wijaya Sigit Budiarto  | Ge Fei Gu Jun                   | Bambang Suprianto Rosalina Riseu |
| 1998 | Hendrawan     | Ye Zhaoying      | Candra Wijaya Sigit Budiarto  | Ge Fei Gu Jun                   | Tri Kusharyanto Minarti Timur    |